# 西山农业园区
西山农业园区，是中华人民共和国江苏省苏州市吴中区下辖的一个类似乡级单位。

## 行政区划
下辖以下地区：
西山农业园区虚拟生活区。